# Histoires de Sims
 (octobre 2019).
Si vous disposez d'ouvrages ou d'articles de référence ou si vous connaissez des sites web de qualité traitant du thème abordé ici, merci de compléter l'article en donnant les références utiles à sa vérifiabilité et en les liant à la section « Notes et références ».
Histoires de Sims est un ensemble de trois jeux développés par EA Games et dérivés de la licence Les Sims. Il s'agit de jeux dérivés de Les Sims 2 mettant en scène les aventures de plusieurs personnages. Ces jeux sont indépendants les uns des autres et ne sont pas des extensions du jeu original, ils sont donc jouables sans les Sims 2 de base.
Contrairement à la série principale, ces jeux sont construits autour d'un scénario.
Les trois jeux sont :
- Les Sims : Histoires de Vie (sortie février 2007)
- Les Sims : Histoires d'Animaux (sortie en juin 2007)
- Les Sims : Histoires de Naufragés (sortie en janvier 2008)

## Développement
Histoires de Sims est une série de jeux vidéo de la franchise Les Sims publiée entre 2007 et 2008. Elle est basée sur une version modifiée du moteur des Sims 2. Le moteur de jeu modifié est optimisé pour jouer sur des systèmes avec des configurations plus faibles telles que des ordinateurs portables. En tant que tel, ses exigences sont inférieures à celles des Sims 2, mais elles peuvent toujours être lues sur les ordinateurs de bureau. La série est présentée principalement pour trois segments du marché: ceux qui souhaitent jouer aux Sims 2 sur leurs ordinateurs portables et qui ont généralement des configurations plus faibles, ceux qui souhaitent s'engager dans d'autres activités telles que la messagerie instantanée tout en jouant le jeu, et ceux qui sont nouveaux à la franchise. 
En plus d'un mode de jeu libre avec un jeu classique et ouvert, les jeux contiennent un mode Histoire structuré et linéaire où les joueurs doivent compléter une série de tâches afin de progresser dans le scénario. Alors que Histoires de Vie et Histoires d'Animaux contiennent chacun deux histoires distinctes, Histoires de Naufragés contient une histoire qui est le double de la longueur d'une histoire dans les deux premiers jeux. 
En tant que série dérivée, les fonctionnalités majeures sont supprimées ou différentes de celles des Sims 2. Par exemple, les peurs sont complètement supprimées dans les trois jeux, et l'étape de vie Senior est complètement supprimée dans Histoires d'Animaux. Officiellement, les fichiers de sauvegarde de cette série ne sont pas compatibles avec les jeux principaux des Sims 2. Cependant, des joueurs ont réussi à adapter certains fichiers.

## Jeux

### Les Sims: Histoires de Vie
La façon de jouer est exactement la même que dans Les Sims 2, il manque néanmoins quelques interactions.
Il y a deux scénarios. Un avec une femme (Michelle) et un autre avec un homme (Lucas). Il vous faut arriver au milieu du premier pour débloquer le deuxième. À la fin de chaque scénario vous pourrez continuer à jouer normalement comme dans Les Sims 2 mais avec des quartiers définis qui ne sont pas ceux des Sims 2.

### Les Sims: Histoires d'Animaux
Le gameplay est le même que dans Les Sims 2 : Animaux et Cie.
Il y a deux scénarios. Un avec une femme (Alice) qui doit dresser son chien pour gagner un concours canins d'obstacles, et un autre scénario avec un cuisinier (Stéphane) qui doit préparer des repas pour une fête avec un chat qu'il doit apprendre à maîtriser.

### Les Sims: Histoires de Naufragés
Le gameplay est le même que dans Les Sims 2 : Naufragés.